# 莱高
莱高是德国巴伐利亚州的一个市镇。总面积36.36平方公里，总人口3084人，其中男性1564人，女性1520人（2011年12月31日），人口密度85人/平方公里。